# Eugenia brevipes
Eugenia brevipes är en myrtenväxtart som beskrevs av Achille Richard. Eugenia brevipes ingår i släktet Eugenia och familjen myrtenväxter.
Artens utbredningsområde är Kuba. Inga underarter finns listade i Catalogue of Life.